# Cours-les-Bains
Cours-les-Bains är en kommun i departementet Gironde i regionen Nouvelle-Aquitaine i sydvästra Frankrike. Kommunen ligger i kantonen Grignols som tillhör arrondissementet Langon. År 2022 hade Cours-les-Bains 224 invånare.

## Befolkningsutveckling
Antalet invånare i kommunen Cours-les-Bains
Referens:INSEE